# Ron Clements
Ron Clements (Sioux City, Iowa, 25 d'abril de 1953) és un director d'animació i productor estatunidenc. Va començar la seva carrera d'animació a Hanna-Barbera. Després va ser acceptat al Disney's Talent Development Program, on va treballar dos anys sota les directrius de Frank Thomas.
El seu debut com a animador va arribar el 1977 amb The Rescuers i Pete's Dragon. El 1981, en qualitat de supervisor d'animació va realitzar Tod i Toby, juntament amb el que més endavant seria el seu soci, John Musker. Tots dos es van embarcar en un ambiciós projecte d'animació titulat The Black Cauldron (1985).
El 1986, Clements es va estrenar com a director amb Musker i dos col·laboradors més en la pel·lícula The Great Mouse Detective, basada en un curt fet per Clements per a la Disney.
Junts, Clements i Musker van dirigir i escriure The Little Mermaid (1989), basada en l'obra de Hans Christian Andersen i guanyadora de l'Oscar a la millor Banda Sonora Original composta per Alan Menken i Howard Ashman.
Posteriorment i sent ben rebuts per la crítica i l'audiència, trobem títols com Aladdin (1992) i Hèrcules (1997). L'any 2002 va voler incorporar noves tecnologies, posant-les en pràctica a la pel·lícula El Planeta del Tresor, ben rebuda per la crítica però que no va tenir èxit comercial.

## Filmografia
Pel·lícules dirigides amb John Musker:
- 1986: The Great Mouse Detective
- 1989: The Little Mermaid
- 1992: Aladdin
- 1997: Hercules
- 2002: Treasure Planet
- 2009: The Princess and the Frog
- 2018: Moana